# Paloma Aguilar Fernández
Paloma Aguilar Fernández (Madrid, 1965) es una politóloga española, profesora de la UNED.

## Biografía
Nacida en Madrid en 1965, se doctoró en Ciencias Políticas y Sociología por la Universidad Nacional de Educación a Distancia, universidad de la que es profesora.
Es autora de libros como Memoria y olvido de la Guerra Civil española (Alianza Editorial, 1996), un estudio sobre la memoria histórica en torno a la guerra civil española durante la dictadura franquista y la Transición; o Políticas de la memoria y memorias de la política. El caso español en perspectiva comparada (Alianza Editorial, 2008), un análisis teórico sobre la memoria histórica, en el que aborda un estudio comparativo entre las transiciones a la democracia en España, Chile y Argentina; además de editar títulos como Las políticas hacia el pasado. Juicios, depuraciones, perdón y olvido en las nuevas democracias (Istmo, 2002), junto a Alejandra Barahona de Brito y Carmen González Enríquez.